# Vrije Universiteit Brussel
Cet article possède un paronyme, voir Université de Bruxelles.
Ne doit pas être confondu avec Université libre de Bruxelles.
La Vrije Universiteit Brussel (VUB) est une université de langue néerlandaise, établie à Bruxelles en Belgique. Elle a été créée en 1969 après la scission linguistique de l'université libre de Bruxelles (ULB).

## Histoire

### XIXesiècle
L’ULB a été créée en 1834 par Théodore Verhaegen, il n'y avait pas à cette époque d'enseignement universitaire en néerlandais. Le bilinguisme à l'ULB commence à s'installer en 1890 à la faculté de droit au sein du cours de droit pénal et sera généralisé à l'ensemble de la faculté en 1919. Ce bilinguisme perdurera jusqu'en 1969, date de la scission linguistique de l'ULB qui débouchera sur la création de la VUB.

### XXesiècle
Certains cours de droit furent donnés en néerlandais à l’ULB dès 1890, mais il fallut attendre 1963 pour que presque toutes les facultés organisent des cours en néerlandais.
En 1911, l'université unitaire obtient par une loi sa personnalité juridique et se dénomme université libre de Bruxelles - Vrije Hogeschool te Brussel.
En attendant le monde politique ralenti par l'affaire de Louvain entamée en 1968, l'université libre de Bruxelles prît les devants et se scinda en octobre 1969 en deux administrations distinctes établies selon la langue. La VUB naît d'un point de vue administratif et scientifique. En 1970, une loi dissout définitivement la personnalité juridique de l'université libre de Bruxelles - Vrije Universiteit te Brussel. Contrairement à l'université de Louvain, qui ne fut pas dissoute et où les actuelles UCLouvain et KU Leuven se partagent la personnalité juridique de 1911, deux nouvelles universités libres de Bruxelles sont fondées par cette même loi du 28 mai 1970 : l'université libre de Bruxelles, francophone, ainsi que la Vrije Universiteit Brussel néerlandophone.

### XXIesiècle
Les deux universités, dites "libres", de Bruxelles se partagent pour certaines facultés et départements la charge de cours. L'école polytechnique propose ainsi un master en deux ans, dont les cours se donnent en parallèle dans les deux universités. Les départements des langues bénéficient également de l'expertise de leurs confrères et organisent certains cours dans l'université jumelle. Certains bâtiments et laboratoires sont également partagés entre les universités.

## Philosophie

### Libre examen
À l'instar de l'ULB qui est issue de la même université, la VUB défend comme principes le libre examen et la libre pensée. L'université adopte également une citation d'Henri Poincaré comme leitmotiv, citation exprimée lors d'un discours donné à l'occasion des 75 ans de l'ULB en 1909.

« La pensée ne doit jamais se soumettre, ni à un dogme, ni à un parti, ni à une passion, ni à un intérêt, ni à une idée préconçue, ni à quoi que ce soit, si ce n'est aux faits eux-mêmes, parce que, pour elle, se soumettre, ce serait cesser d'être. »

— Citation d'Henri Poincaré adoptée par l'ULB et la VUB

### Slogan
"Scientia vincere tenebras" est le slogan de l'ULB et de la VUB. Les interprétations de cette locution latine diffèrent. Généralement deux sens y sont donnés: 1) la science vaincra les ténèbres, 2) la science pour vaincre les ténèbres. Les "ténèbres" sont les différentes formes d'obscurantismes, de dogmes en tout genres et le manque de savoir. La "science" symbolise le partage du savoir, le libre examen, la remise en question et le progrès scientifique et sociétal.

### Progressisme
La VUB se veut être une université progressiste. À maintes occasions a-t-elle défendu certaines lois devant être approuvées, a-t-elle pris position vis-à-vis de questions de société et a-t-elle œuvré pour aider des personnes et/ou associations. L'avortement, mariage homosexuel et l'accueil de réfugiés sont quelques domaines dans lesquels l'université a pris une position progressiste[réf. nécessaire]. La participation active d'étudiants et d'associations d'étudiants a aidé l'université à venir à bout de ses projets. La VUB et l'ULB tendent à suivre une même ligne philosophique progressiste.

## Campus

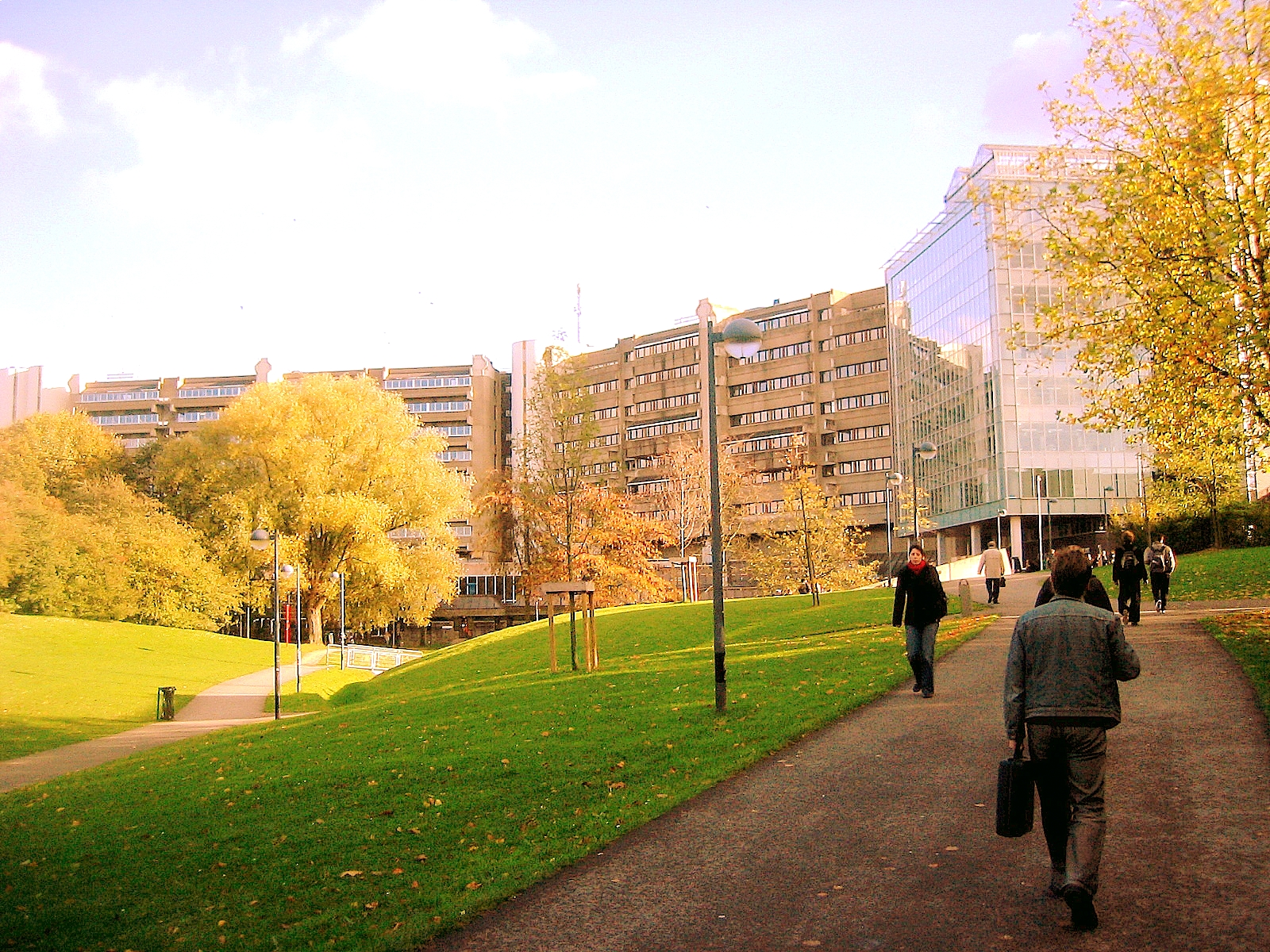
Vue du "campus Etterbeek", à Ixelles

La VUB dispose de trois campus, tous situés en Région de Bruxelles-Capitale.

### Brussels Humanities, Sciences & Engineering campus
Le Brussels Humanities, Sciences & Engineering campus (littéralement campus des Humanités, Sciences et Ingénierie de Bruxelles, en anglais), également dénommé campus Etterbeek, est le principal campus de l'université. Il regroupe le rectorat, les services administratifs et techniques, ainsi que toutes les facultés à l'exception de celle de Médecine et de Pharmacie. Le rectorat est situé dans le célèbre bâtiment elliptique de l'architecte Renaat Braem ; immeuble également surnommé « le cigare ». On y trouve également la bibliothèque principale, quelques grands auditoires, les laboratoires divers, une piste d'athlétisme avec un terrain de rugby et un centre sportif avec piscine.
Bien que dénommé "campus Etterbeek", en raison de sa proximité avec la gare d'Etterbeek, le campus est majoritairement situé à Ixelles (où il jouxte le campus de la Plaine de l'ULB, dans un site fermé par les boulevards du Triomphe, de La Plaine et Général Jacques), avec également un immeuble à Auderghem (à l'angle du boulevard du Triomphe et de l'avenue Henri Schoofs).

### Brussels health campus
Le Brussels health campus (littéralement campus de la santé de Bruxelles, en anglais), également dénommé campus Jette, est le campus médical de l'université. S'y trouvent la faculté de Médecine et de Pharmacie et l'hôpital universitaire UZ Brussel, mais aussi le département des soins de santé de l'Erasmushogeschool Brussel.
Le campus Jette est situé dans la commune du même nom, à proximité du bois du Laerbeek.

### Brussels technology campus
Le Brussels technology campus (littéralement campus technologique de Bruxelles, en anglais), également dénommé campus Kaai (littéralement, campus quai), regroupe les bâtiments du Département des Sciences et Technologies Industrielles, associé au FabLab de Bruxelles, mais aussi le département musical du Conservatoire Royal de Bruxelles (section néerlandophone) et les services centraux de l'Erasmushogeschool Brussel.
Le campus Kaai est situé à Anderlecht, sur le quai de l'Industrie.

## Vie étudiante

### Folklore
Le folklore de la VUB s'est fort inspiré des cercles étudiants de l'ULB. L'université compte également des cercles facultaires, régionaux, culturels, politiques et de section.
L'anniversaire de l'ULB, donc par extension de la VUB, se fête le 20 novembre. Depuis 1888 la création de l'université par Pierre-Théodore Verhaegen se fête lors de la Saint-Verhaegen dans le centre de Bruxelles.
D'autres activités folkloriques ont lieu tout au long de l'année. Outre les baptêmes des cercles étudiants, un festival de chanson estudiantine est organisé (Vrijzinnig Zangfeest), des TD, guildes, conférences, concerts, spectacles, tournois et expositions.
Le chant officiel de la VUB est le Lied van Geen Taal. Le chant officieux de l'ULB est le semeur.

### Études
La VUB a une offre de 145 cycles dont 99 en néerlandais et 46 en anglais.

## Enseignement

### Liste des recteurs
La liste des recteurs reprise ci-dessous n'inclut que les recteurs de la VUB et ne commence donc qu'en 1969, après que la VUB se soit scindée de l'ULB.

## Finances

### Entrée en bourse
Le 30 octobre 2015, la VUB, se lance en bourse et, dès l'ouverture de la bourse, récolte plus de 61,5 millions d'euros en obligations. L'objectif initial était de ne récolter que 50 millions d'euros. Cette action cadre avec la stratégie du recteur Paul De Knop de faire grandir économiquement l'université. Avec cet argent, le recteur a pour projet de construire des logements étudiants et, sur le campus, une tour pour la culture et la recherche en laboratoire,.

#### Critiques sur l'entrée en bourse
L'accueil de cette entrée en bourse ne fut pas unanime. Quelques étudiants et associations étudiantes, notamment le Comac VUB s'y sont opposés, dénonçant le fait que l'enseignement universitaire et la science ne sont pas à privatiser,,.
La réponse aux critiques est que par la vente d'obligations l'université ne serait pas privatisée mais aurait la possibilité de puiser dans d'autres sources financières.